# Jerzy Wyrobek
Jerzy Jan Wyrobek (* 17. Dezember 1949 in Chorzów; † 26. März 2013 in Sosnowiec) war ein polnischer Fußballspieler und -trainer.

## Werdegang

### Spieler
Der Abwehrspieler Jerzy Wyrobek begann seine Karriere bei Stadion Śląski Chorzów und wechselte 1967 zu Zagłębie Wałbrzych. Mit diesem Verein stieg er ein Jahr später in die Ekstraklasa, der höchsten polnischen Spielklasse auf. Im Jahre 1969 wechselte Wyrobek zu Ruch Chorzów, mit dem er dreimal Meister und einmal Pokalsieger wurde. 1982 wechselte er zum TuS Schloß Neuhaus aus Paderborn, der gerade in die 2. deutsche Bundesliga aufgestiegen war. Für Schloß Neuhaus absolvierte er 24 Zweitligapartien, blieb darin aber ohne Torerfolg. Am Saisonende stieg seine Mannschaft als Tabellenletzter ab und Wyrobek kehrte nach Polen zurück. Zwischen 1970 und 1977 absolvierte Wyrobek 15 Partien für die polnische Nationalmannschaft. 

### Trainer
1987 übernahm er seinen alten Verein Ruch Chorzów und führte das Team 1989 zur polnischen Meisterschaft. Später arbeitete er noch für Sokol Tychy, GKS Bełchatów, Zagłębie Lubin, Pogoń Stettin, KSZO Ostrowiec Świętokrzyski, Tur Turek, GKS 1962 Jastrzębie und Zagłębie Sosnowiec.

## Erfolge

### Als Spieler
- Polnischer Meister: 1974, 1975, 1979
- Polnischer Pokalsieger: 1974

### Als Trainer
- Polnischer Meister: 1989